# Dirhinus dives
Dirhinus dives är en stekelart som beskrevs av Masi 1927. Dirhinus dives ingår i släktet Dirhinus och familjen bredlårsteklar. Inga underarter finns listade i Catalogue of Life.